# Grandcourt (Seine-Maritime)
Grandcourt is een gemeente in het Franse departement Seine-Maritime (regio Normandië) en telt 331 inwoners (1999). De plaats maakt deel uit van het arrondissement Dieppe.

## Geografie
De oppervlakte van Grandcourt bedraagt 22,5 km², de bevolkingsdichtheid is 14,7 inwoners per km².
De onderstaande kaart toont de ligging van Grandcourt (Seine-Maritime) met de belangrijkste infrastructuur en aangrenzende gemeenten.

## Demografie
Onderstaande figuur toont het verloop van het inwonertal (bron: INSEE-tellingen).

## Militaire begraafplaats
Op ongeveer anderhalve kilometer ten noordoosten van het dorp ligt een kleine Britse militaire begraafplaats uit de Tweede Wereldoorlog (Grandcourt War Cemetery). Daar liggen hoofdzakelijk soldaten begraven die omkwamen toen de Britse troepen zich in 1940, onder druk van de snelle Duitse opmars, ijlings moesten terugplooien op de Franse kunst om de oversteek terug naar Groot-Brittannië te maken. Deze begraafplaats mag niet verward worden met de twee Britse oorlogskerkhoven uit de Eerste Wereldoorlog die zich in een gelijknamig dorp in het naburige departement van de Somme bevinden: Grandcourt Road Cemetery en Regina Trench Cemetery.

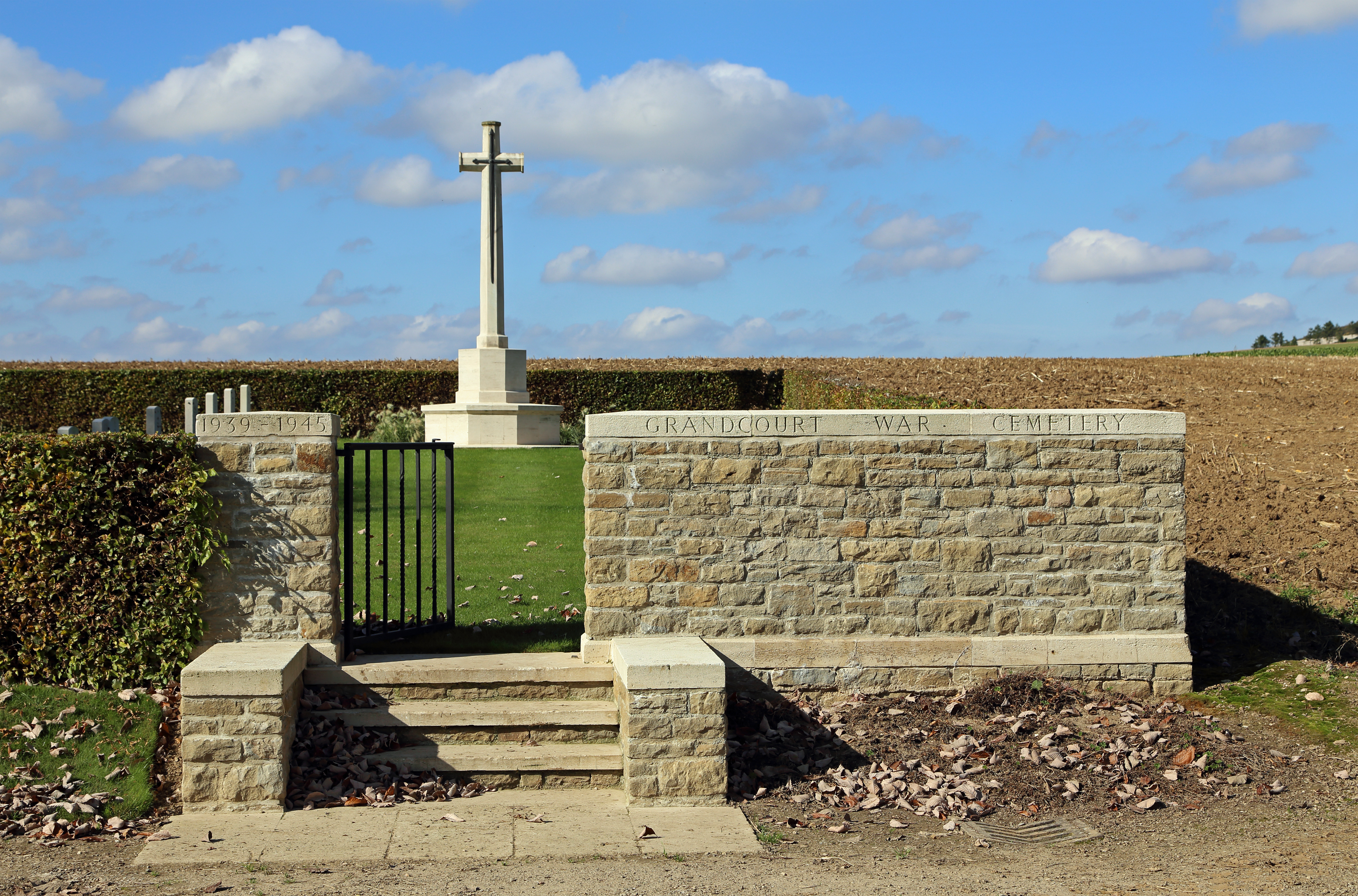
Ingang van de Britse militaire begraafplaats van Grandcourt
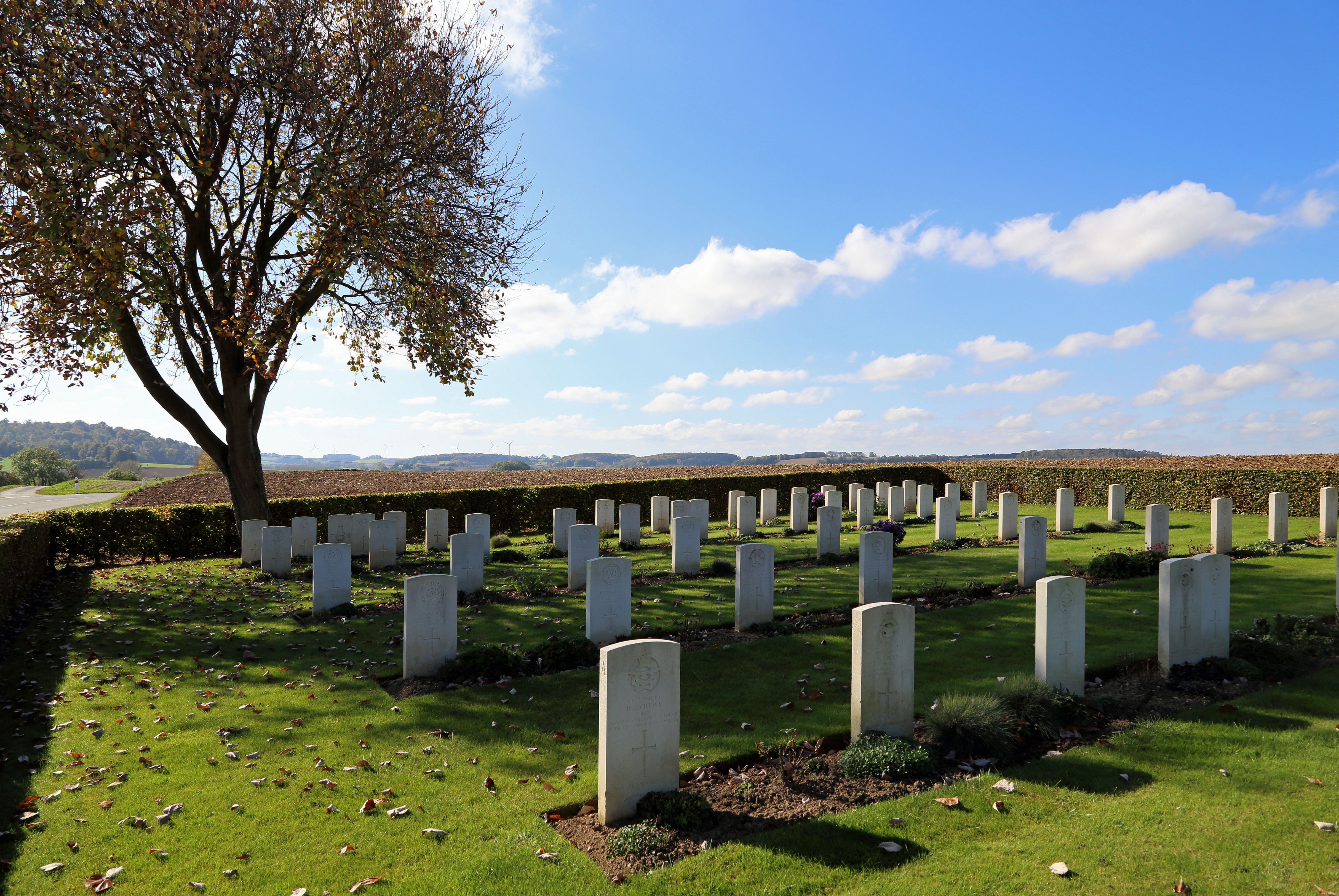
Britse militaire begraafplaats
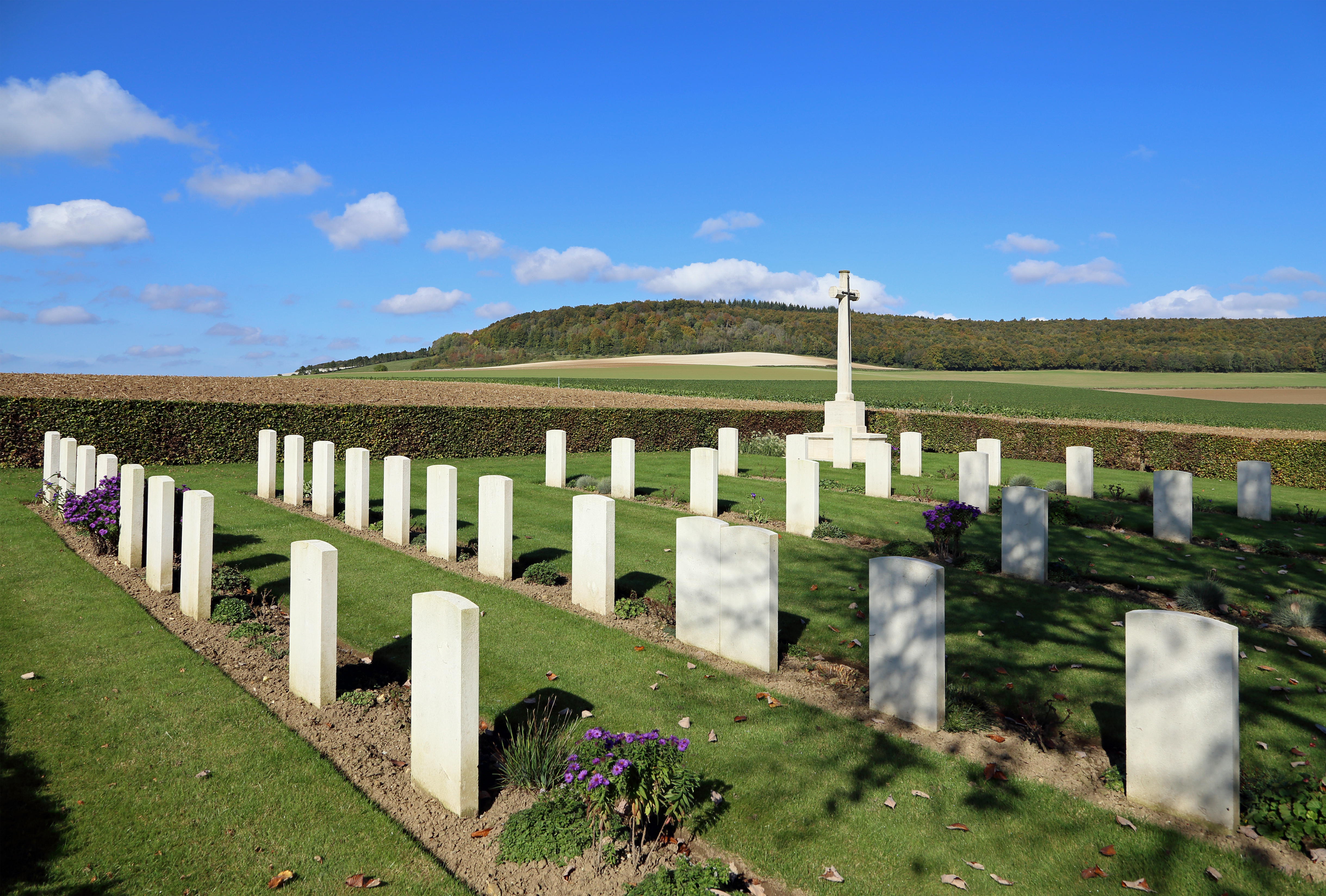
Britse militaire begraafplaats